# Campeonato de Apertura 1954 (Perú)
El Campeonato de Apertura 1954 fue la décima edición de este torneo donde participaron los cinco mejores equipos del Campeonato Peruano de Fútbol de 1953. El campeón fue Sporting Tabaco. La organización correspondía a la Asociación No Amateur (ANA), antigua denominación de la actual Asociación Deportiva de Fútbol Profesional (ADFP).

## Formato
El torneo se jugó en un sistema de todos contra todos a una sola rueda y se otorgaba dos puntos por partido ganado, un punto por partido empatado y ninguno por partido perdido. El campeón sería el que más puntos acumule, en caso de igualdad de puntos se jugaba un partido de desempate por el título.

## Equipos participantes
| Club             | Vía de clasificación                                |
| ---------------- | --------------------------------------------------- |
| Mariscal Sucre   | Campeón del Campeonato Peruano de Fútbol de 1953    |
| Alianza Lima     | Subcampeón del Campeonato Peruano de Fútbol de 1953 |
| Sporting Tabaco  | Tercero del Campeonato Peruano de Fútbol de 1953    |
| Centro Iqueño    | Cuarto del Campeonato Peruano de Fútbol de 1953     |
| Atlético Chalaco | Quinto del Campeonato Peruano de Fútbol de 1953     |

## Partidos
1ª ronda
| Fecha              | Lugar            |                 | Resultado |                |
| ------------------ | ---------------- | --------------- | --------- | -------------- |
| 16 de mayo de 1954 | Estadio Nacional | Centro Iqueño   | 1–0       | Alianza Lima   |
| 16 de mayo de 1954 | Estadio Nacional | Sporting Tabaco | 3–1       | Mariscal Sucre |

 2ª ronda
| Fecha              | Lugar            |                  | Resultado |                 |
| ------------------ | ---------------- | ---------------- | --------- | --------------- |
| 23 de mayo de 1954 | Estadio Nacional | Alianza Lima     | 3–2       | Sporting Tabaco |
| 23 de mayo de 1954 | Estadio Nacional | Atlético Chalaco | 3–1       | Centro Iqueño   |

 3ª ronda
| Fecha              | Lugar            |               | Resultado |                  |
| ------------------ | ---------------- | ------------- | --------- | ---------------- |
| 6 de junio de 1954 | Estadio Nacional | Alianza Lima  | 4–1       | Atlético Chalaco |
| 6 de junio de 1954 | Estadio Nacional | Centro Iqueño | 1–1       | Mariscal Sucre   |

 4ª ronda
| Fecha               | Lugar            |                 | Resultado |                  |
| ------------------- | ---------------- | --------------- | --------- | ---------------- |
| 13 de junio de 1954 | Estadio Nacional | Mariscal Sucre  | 4–1       | Atlético Chalaco |
| 13 de junio de 1954 | Estadio Nacional | Sporting Tabaco | 3–2       | Centro Iqueño    |

 5ª ronda
| Fecha               | Lugar            |                 | Resultado |                  |
| ------------------- | ---------------- | --------------- | --------- | ---------------- |
| 20 de junio de 1954 | Estadio Nacional | Alianza Lima    | 2–1       | Mariscal Sucre   |
| 20 de junio de 1954 | Estadio Nacional | Sporting Tabaco | 3–1       | Atlético Chalaco |

## Tabla de posiciones
| Pos. | Equipo           | PJ | PG | PE | PP | GF | GC | Dif. | Puntos |
| ---- | ---------------- | -- | -- | -- | -- | -- | -- | ---- | ------ |
| 1°   | Alianza Lima     | 4  | 3  | 0  | 1  | 9  | 5  | +4   | 6      |
| 2°   | Sporting Tabaco  | 4  | 3  | 0  | 1  | 11 | 7  | +4   | 6      |
| 3°   | Mariscal Sucre   | 4  | 1  | 1  | 2  | 7  | 7  | 0    | 3      |
| 4°   | Centro Iqueño    | 4  | 1  | 1  | 2  | 5  | 7  | −2   | 3      |
| 5°   | Atlético Chalaco | 4  | 1  | 0  | 3  | 6  | 11 | −5   | 2      |

## Desempate
| 26 de enero de 1955 | Alianza Lima   | 2:3 (1:2) | Sporting Tabaco                    | Estadio Nacional, Lima                                     |                                                            |
|                     | López 40', 48' | Reporte   | Natteri 20', 26', · Villanueva 76' | Asistencia: 27 224 espectadores Árbitro(s): Harry Hartless | Asistencia: 27 224 espectadores Árbitro(s): Harry Hartless |

|                                |
| Campeón Campeonato de Apertura |
| Sporting Tabaco 1er título     |